# 比利蒙蒂尼
比利蒙蒂尼（法語：Billy-Montigny，法語發音：[bili mɔ̃tiɲi]）是法国上法蘭西大區加来海峡省的一个市镇，属于朗斯区。

## 地理
比利蒙蒂尼（50°25'5"N, 2°54'43"E）面积2.71 平方千米，位于法国上法蘭西大區加来海峡省，该省份为法国北部沿海省份，西北濒北海，南至索姆省，东临北部省。
与比利蒙蒂尼接壤的市镇（或旧市镇、城区）包括：蒙蒂尼昂戈埃勒、梅里库尔、鲁夫鲁瓦、富基耶尔莱朗斯、埃南-博蒙。
比利蒙蒂尼的时区为UTC+01:00、UTC+02:00（夏令时）。

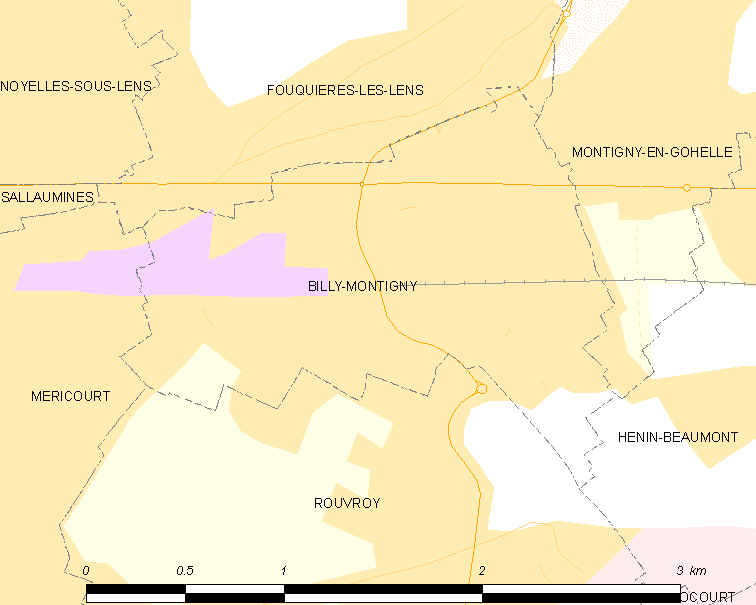
比利蒙蒂尼的OSM定位图

## 行政
比利蒙蒂尼的邮政编码为62420，INSEE市镇编码为62133。

## 政治
比利蒙蒂尼所属的省级选区为阿尔讷县。

## 人口

1962-2008年间比利蒙蒂尼人口变化图示

比利蒙蒂尼于2022年1月1日时的人口数量为8027人。